# Josep Berga i Boada
Josep Berga i Boada (Olot, 19 de març de 1872 — Sant Feliu de Guíxols, 16 de juliol de 1923) fou un pintor català, fill del conegut Josep Berga i Boix, de qui va seguir l'estil.
Es va formar sota les influències estílistiques del seu pare, però a poc a poc anà incorporant influències del modernisme català. Destaca la seva faceta de dibuixant i cartellista, tot i que també es dedicà a l'escultura i -en menor grau- a la pintura. Fou membre de diverses institucions culturals, entre les quals destaca l'Institut de les Arts de les Ciències i de les Indústries d'Olot. Els seus dibuixos es van publicar en revistes de l'època com La Ilustració Catalana, Catalunya artística, L'Esquella de la Torratxa.

## Biografia
Estudià el batxillerat a Girona i es formà artísticament a l'Escola de Belles Arts d'Olot, de la qual n'era director el seu pare. L'any 1897 guanyà la plaça de professor de Belles Arts de l'Institut de Figueres. La seva estada a Figueres va ser curta i conflictiva a causa d'alguns problemes amb l'Ajuntament de la ciutat que el van forçar a renunciar a la seva plaça. Retornà a Olot com a professor de l'Escola de Belles Arts, des d'on desenvolupà una gran activitat.
L'arribada de Berga i Boada a Sant Feliu de Guíxols es produí l'any 1912, després de guanyar la plaça de professor de Belles Arts de l'Escola d'Arts i Oficis de la ciutat. Juntament amb Joan Bordàs Salellas, la secció de Belles Arts de l'escola va agafar una forta embranzida.
En paral·lel a la plaça de l'Escola d'Arts i Oficis, a partir de l'any 1913 Berga i Boada s'ocupà de donar classes com a professor de l'Escola municipal de Dibuix de Noies. Des d'aquesta escola femenina, recuperà i revaloritzà de forma inèdita i creativa les arts menors que tradicionalment havien estat pròpies de la dona, amb l'objectiu d'afavorir la formació del sexe femení i dotar a les seves alumnes de les eines necessàries per a la seva emancipació i equiparació formativa amb el sexe masculí.
Fruit del seu esperit inquiet i de l'interès per la cultura, Josep Berga recuperà el projecte de museu municipal que l'any 1905 inicià l'historiador i arxiver Eduardo González Hurtebise i que havia quedat abandonat. El nou museu, sota la direcció del mateix Berga i Boada, s'inaugurà l'estiu de 1919. En un context de plena eclosió de l'excursionisme català, les seves sortides a la recerca de peces per al museu donà lloc a la creació de l'Agrupació Excursionista de la Secció de Belles Arts de l'Escola d'Arts i Oficis de Sant Feliu de Guíxols. Tota aquesta frenètica activitat no li impedia de crear la seva pròpia obra artística (escultura, pintura, etc.), ni de donar conferències, escriure articles per a la premsa o, fins i tot, a dirigir i escriure obres de teatre. Una part del seu fons documental es conserva a l'Arxiu Comarcal de la Garrotxa.
Va modelar un bon nombre de figures de pessebre amb un estil propi. Les seves figures vestien en l'estil oriental, cuidava força la indumentària, especialment en el color i la policromia. Emmotllava els models i en feia reproduccions coroplàstiques, que retocava i polia un cop sortides del motllo fins a donar-los un tirat ben personal.